# Wydale
Wydale – osada w Polsce położona w województwie śląskim, w powiecie raciborskim, w gminie Krzyżanowice.